# 622

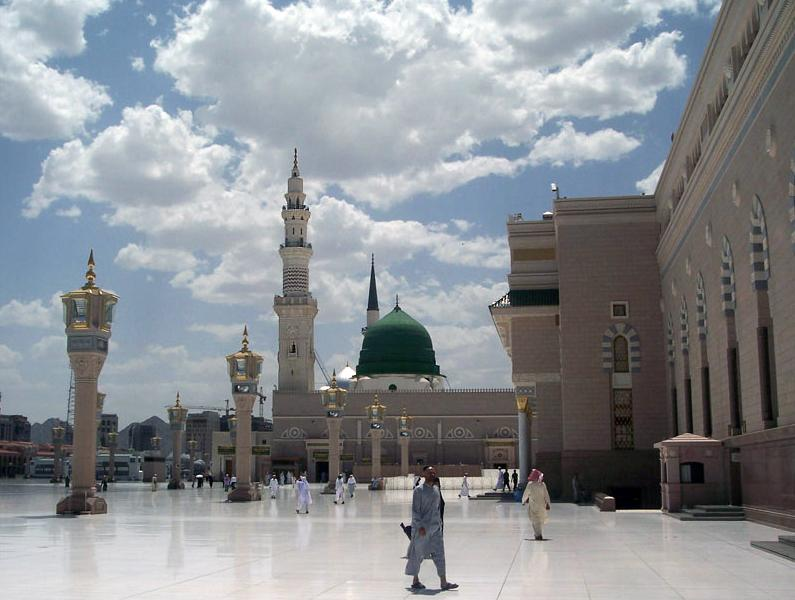
Mohammeds graftombe (groen dak) in Medina

Het jaar 622 is het 22e jaar in de 7e eeuw volgens de christelijke jaartelling.

## Gebeurtenissen

### Byzantijnse Rijk
- Byzantijns-Perzische Oorlog: Keizer Herakleios vertrekt vanuit Constantinopel met een Byzantijns expeditieleger (50.000 man) naar Klein-Azië en begint een tegenoffensief tegen het Perzische Rijk. Hij voert persoonlijk de strijd, iets wat een Byzantijns keizer in geen twee eeuwen heeft gedaan, en verslaat de Perzen in een beslissende veldslag in Cappadocië.

### Azië
- 22 februari - Prins Shotoku overlijdt na een regentschap van 29 jaar. Tijdens zijn bewind stimuleert hij het boeddhisme in Japan en vaardigt een nieuwe constitutie uit.

## Religie
- 16 juli - Mohammed, islamitische profeet, emigreert met zijn volgelingen naar Medina. Deze uitwijking wordt bekend onder de naam de hidjra – letterlijk "vlucht" – de gebeurtenis zal een belangrijke plaats gaan innemen in de islamitische godsdienst. Hij vestigt in de oasestad een moslimgemeenschap en markeert daarmee het begin van de islamitische jaartelling (Anno Hegirae).
- Xuanzang wordt geïnstalleerd als boeddhistische monnik, op de leeftijd van 20 jaar.

## Overleden
- 22 februari - Shotoku (48), Japans prins en regent